# Galaxiskeletkezés

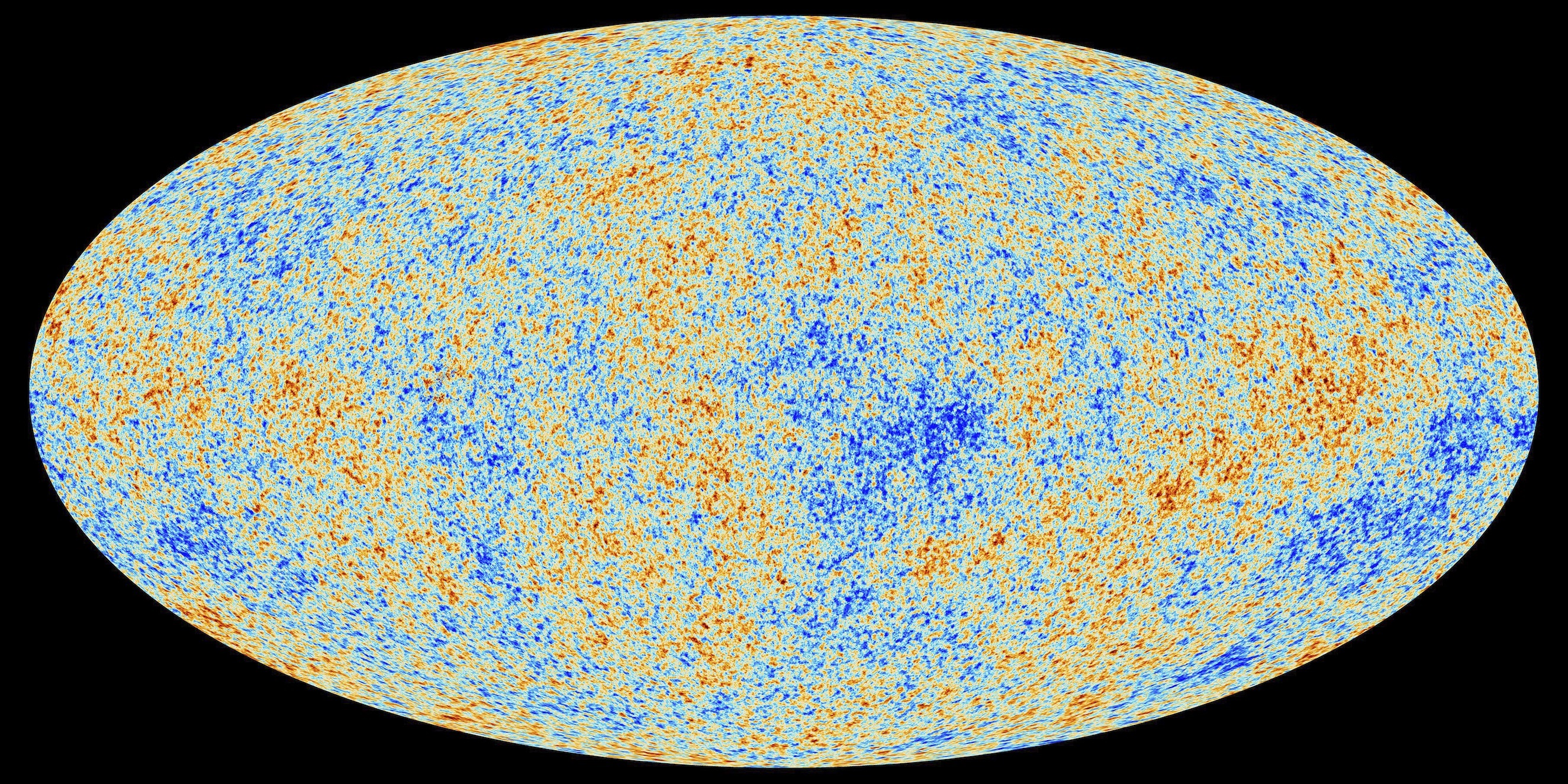
kozmikus mikrohullámú háttérsugárzás

A galaxisok keletkezése az Univerzum fejlődésének egyik legizgalmasabb és legfontosabb kérdése, amely az asztrofizika és a kozmológia kutatásainak központi témájává vált. Ezek az összetett rendszerek, amelyek milliárdnyi csillagot, bolygót, gáz- és porfelhőket foglalnak magukba, a sötét anyag gravitációs hatása alatt formálódtak. Az ősi Univerzumban kis sűrűségingadozások hozták létre az első galaxiscsírákat, amelyek az idők során összeolvadások és fejlődési fázisok révén nyerték el mai formájukat. A galaxisok keletkezésének megértése kulcsot ad az Univerzum szerkezetének és evolúciójának megismeréséhez, és rávilágít az élet kialakulásának feltételeire, valamint esetleges elterjedésére a világűrben. A kozmikus mikrohullámú háttérsugárzás a hő eloszlását mutatja a világegyetemben 380 000 évvel az ősrobbanás után. Ekkor a világegyetemben még se galaxisok sem pedig csillagok nem léteztek.

## A Galaxisok keletkezése

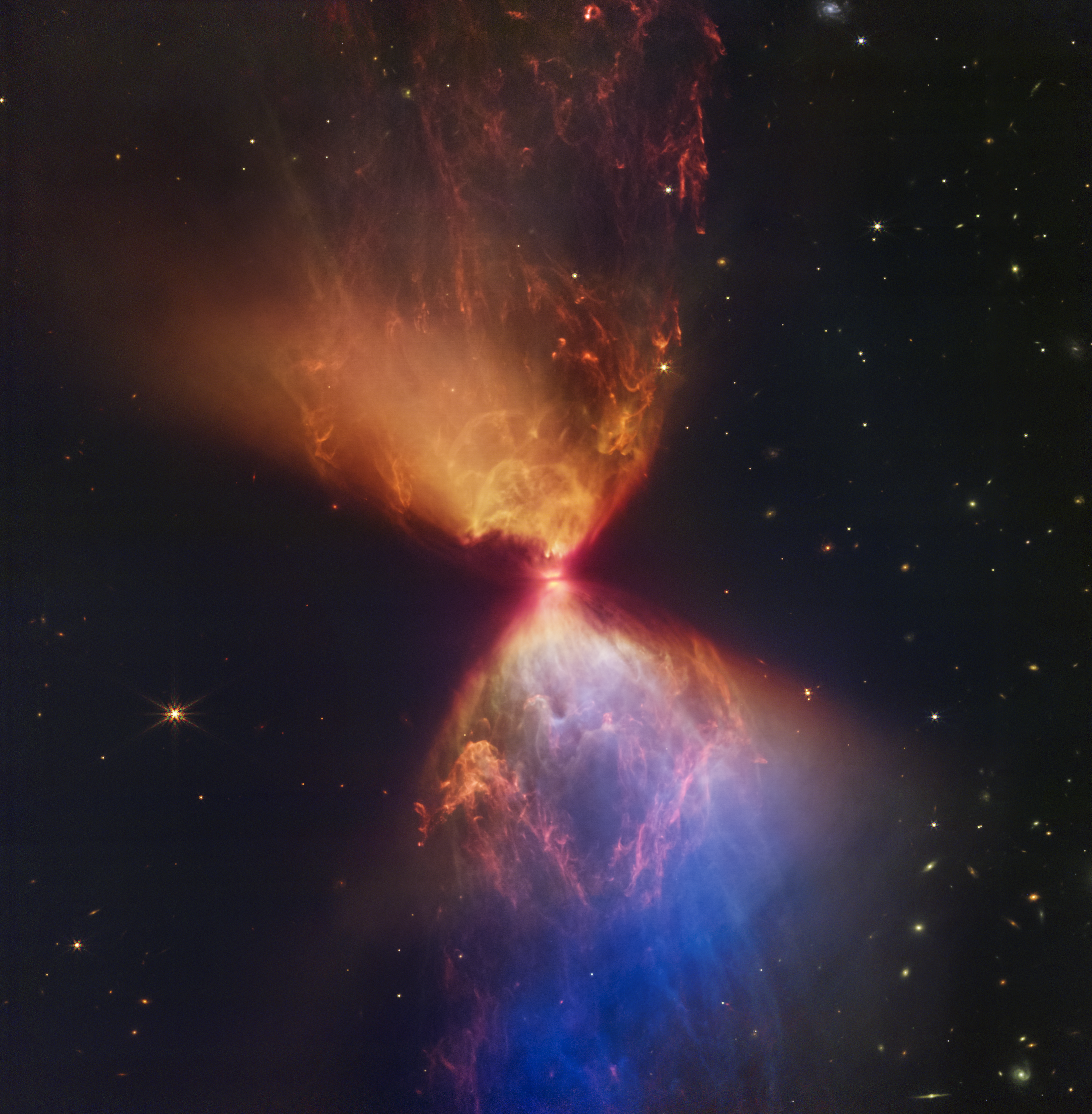
csillagkeletkezés

A kozmológiában a sűrűségingadozások növekedése a gravitációs kollapszus (gravitációs összeomlás) írható le. Ebben különösen a sötét anyag játszik nagy szerepet, mivel gravitációsan dominál a látható anyaggal szemben. A sötét anyag hatására a sűrűségingadozások addig növekedtek, amíg sötét hálókká nem omlottak össze. Mivel ebben a folyamatban csak a gravitáció játszik szerepet, ezért ma már nagy pontossággal számítható ki. A gáz követte a sötét anyag eloszlását, összegyűlt ezekben a halókban, besűrűsödött, és kialakultak a csillagok. A galaxisok elkezdtek kialakulni. A tényleges galaxisképződés azonban nem érthető, mert az éppen keletkezett csillagok befolyásolták a beáramló gázt ami megnehezíti a pontosabb szimulációt.
Kialakulásuk után a galaxisok továbbfejlődtek. A galaxisképződés hierarchikus modellje szerint a galaxisok elsősorban más galaxisokkal való összeolvadással növekedtek. Ezt követően a korai kozmoszban a gravitáció hatására kialakultak az első, még meglehetősen kis tömegű protogalaxisok. Az elképzelés szerint ezek a galaxis-elődök fokozatosan, ütközések révén egyesültek, és olyan kifejlett példányokat alkottak, mint a Tejútrendszer és még nagyobb galaxisok. Az ilyen ütközések maradványai ma is láthatók a Tejútrendszerben úgynevezett csillagáramok formájában. Ezek olyan csillagcsoportok, amelyek közös mozgása a Tejútrendszeren kívüli eredetre utal. Olyan kisebb galaxisoknak tulajdonítják őket, amelyeket az árapályerők révén a Tejútrendszer szétszakított és elnyelt.
A galaxisképződés egyik modellje azt feltételezi, hogy az első gázfelhőkből forgás révén spirálgalaxisok alakultak ki. E modell szerint az elliptikus galaxisok csak egy második szakaszban, a spirálgalaxisok ütközése révén alakultak ki. A spirálgalaxisok viszont ezen elképzelés szerint úgy nőhetnek, hogy a közeli törpegalaxisok a korongjukba esnek és ott feloldódnak.

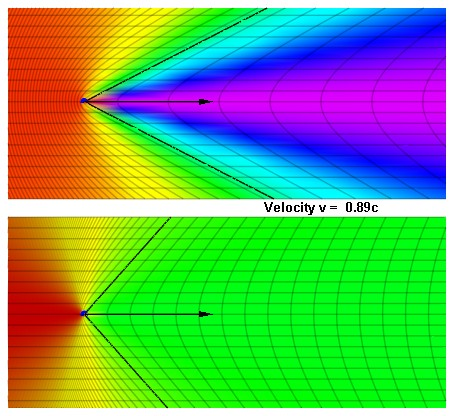
Doppler effektus (vörös eltolódás)

A vöröseltolódású galaxisok megfigyelése lehetővé teszi ennek a fejlődésnek a rekonstruálását. Az olyan felmérések, mint a Hubble Deep Field, különösen sikeresek voltak ebben a tekintetben. Mindent egybevetve, a galaxisok kialakulása és fejlődése, mint a jelenlegi kutatások tárgya, még nem teljes, és így még nem magyarázható meg kellő bizonyossággal.
A tanulmányok feltételezik, hogy minden galaxis középpontjában egy szupermasszív fekete lyuk található, amely jelentős mértékben részt vett a galaxisok kialakulásában. A galaxisok tehát hatalmas hidrogén gázfelhőkből keletkeztek, amelyek középpontja egy szupermasszív fekete lyukakká omlott össze. Ezek viszont olyan mértékben felmelegítették a környező gázt, hogy a tömörülés révén csillagok és végül bolygók keletkeztek. A galaxisok mérete és középpontjaik (szupermasszív fekete lyukak) közvetlenül összefüggnek egymással: minél nagyobb egy galaxis, annál nagyobb a középpontja.

## A spirálkarok kialakulása

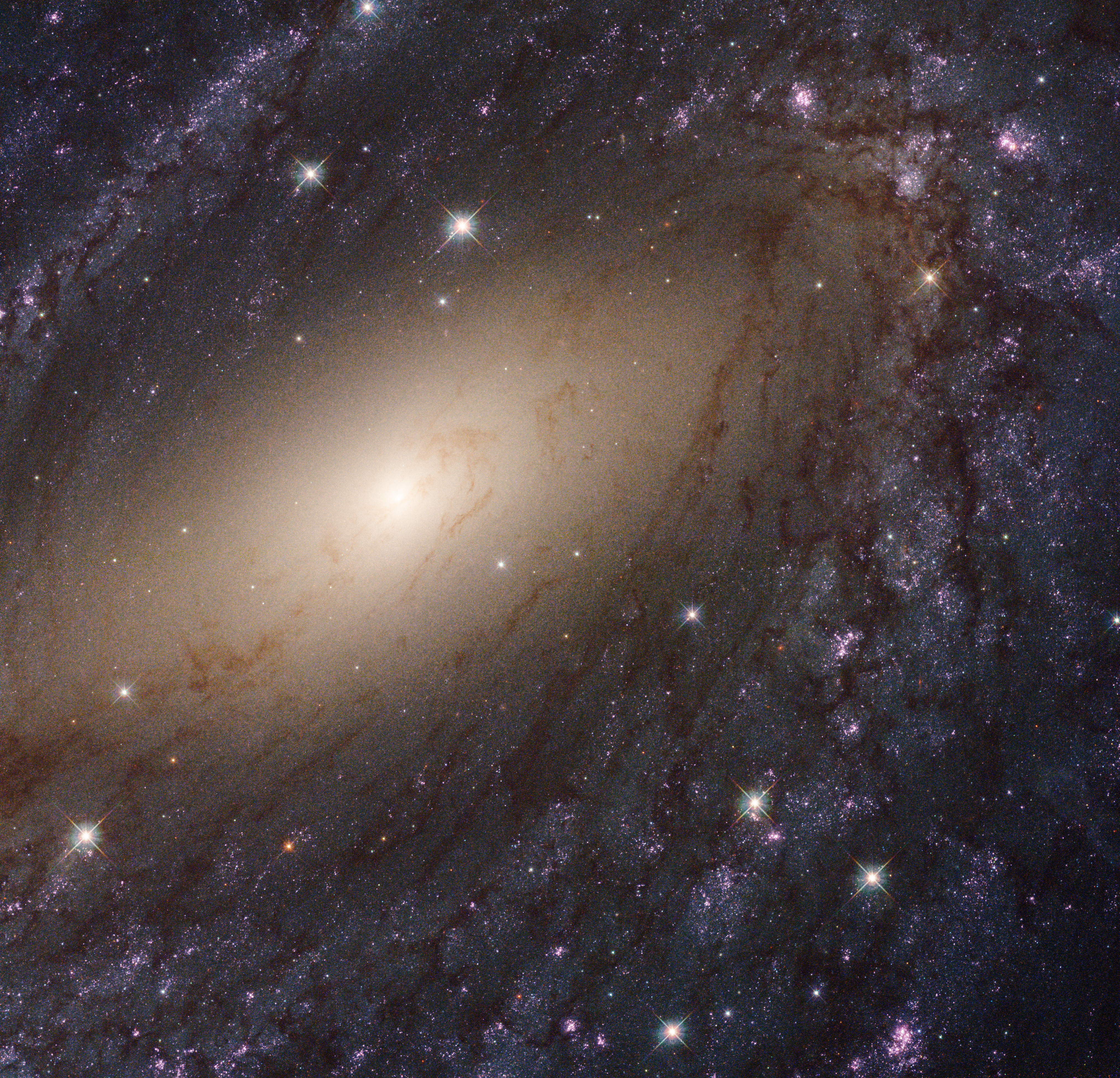
spirálkar

A spirálkarok fényesebbek, mint a korong többi része. Bár a spirálgalaxisok úgy tűnnek, mintha a galaxis csak a spirálkarokon belül létezne, a galaxiskorong kevésbé fényes részein is viszonylag sok csillag található. A galaxis nem forog mereven, mint egy kerék, hanem az egyes csillagok a spirálkarokból ki- és befutnak a spirálkarokba. A spirálkarok a galaxiskorong körül mozgó álló sűrűséghullámok (mint a levegőben a hanghullámok) látható kifejeződései. Ezt az elméletet először Chia-Chiao Lin és Frank Shu vetette fel az 1960-as években. Az elmélet szerint a spirálkarokban és a központi sávban megnő az anyag sűrűsége, így ott viszonylag sok fényes, kék azaz rövid életű csillag keletkezik újonnan a csillagközi közegben. Ennek eredményeként ezek a területek fényesebbnek tűnnek, mint a környezetük. Ezeket a sűrűséghullámokat az összes csillag pályájának kölcsönhatása okozza, mivel a csillagok nem mozognak egyenletesen egy fix középpont (a galaxis közepén lévő fekete lyuk) körül, mint például a bolygók a Naprendszerben, mert a galaxis teljes tömege nem elég koncentrált ehhez. Ezért egy csillag a galaxis középpontja körüli keringés után nem tér vissza a kiindulási pontjába, így a pályák nem ellipszisek, hanem rozetta alakúak. Sűrűséghullámok akkor keletkeznek, ha sok csillag azonos sebességgel mozog. Így egy sávos spirálgalaxisban az összes pálya egyformán egymáshoz igazodik, míg egy tiszta spirálgalaxisban egymáshoz képest tolódnak el. A pályák szinkronizálása gravitációs visszacsatolással valósul meg. A csillagközi gázt is figyelembe vevő számítógépes szimulációk segítségével még a spirálkarok kialakulását is modellezni lehet. Ez azt mutatja, hogy ezek semmiképpen sem statikusak, hanem keletkeznek és elmúlnak. Ezt követően minden galaxis egy (körülbelül tízmilliárd évig tartó) cikluson megy keresztül, amely során folyamatosan átalakul a sáv alakból spirál alakúvá és vissza. Ráadásul a spirálkarok megzavarják a csillagok pályagörbéit, ami az úgynevezett Lindblad-rezonanciákhoz vezet.

## Kölcsönhatásban lévő galaxisok

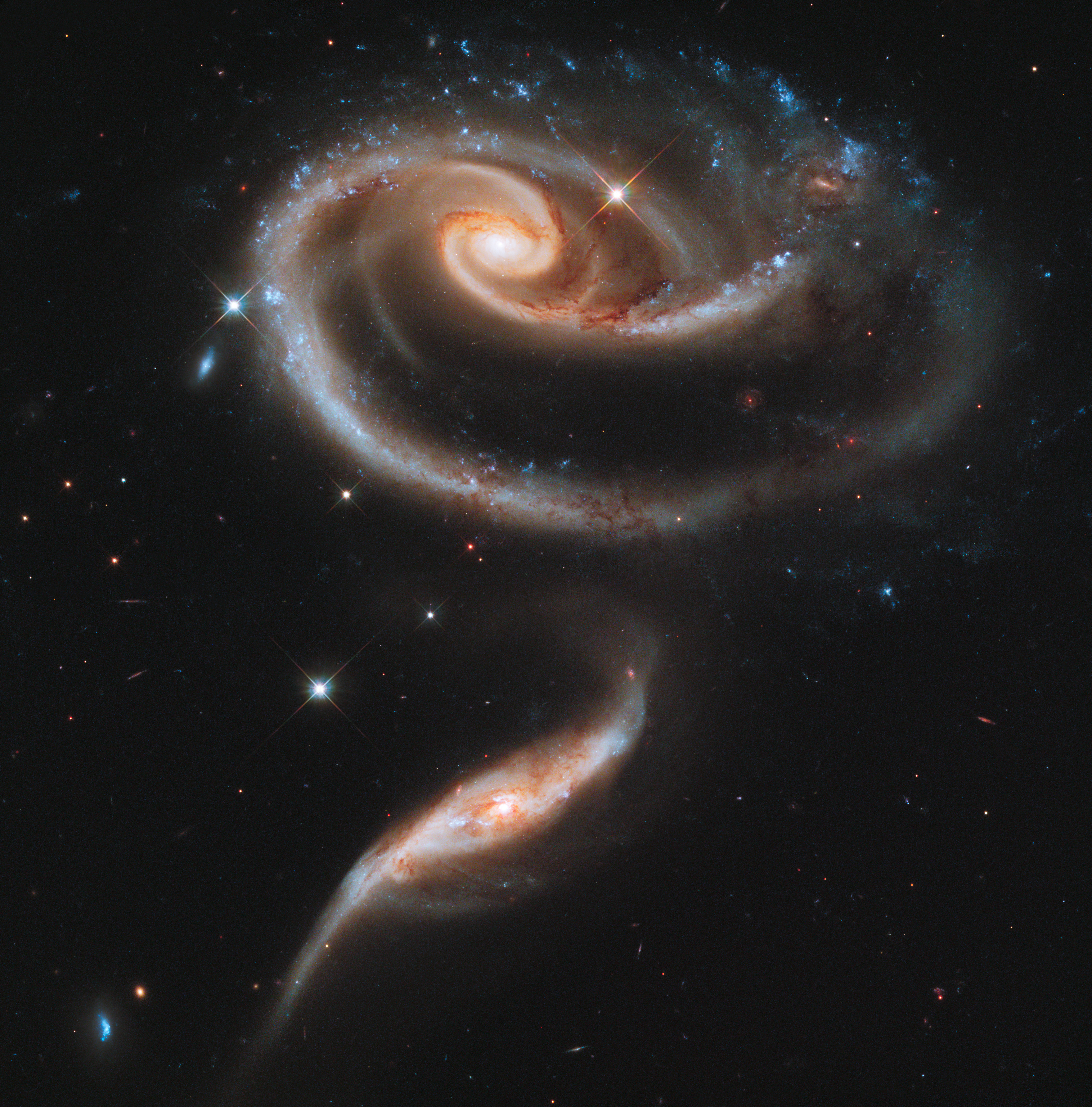
kölcsönhatásban lévő galaxisok (UGC 1813+Arp 273)

Amikor galaxisok ütköznek, a bennük lévő gázfelhők instabillá válhatnak és összeomolhatnak. Ez új csillagok keletkezését eredményezi. Maguk a kölcsönhatásban lévő galaxisok csillagai nagyon ritkán egyesülnek e folyamat során. Az összeolvadó galaxisok az újonnan keletkezett csillagok kék fényében ragyognak. Egy ilyen kölcsönhatás több százmillió évig is eltarthat. 
A folyamat során a galaxisok alakja nagymértékben megváltozhat. Két galaxis közötti kölcsönhatás meglehetősen gyakori. A csillagokat a galaxisok gravitációs hatása erősen eltérítheti. Ilyen összeütköző galaxisokra, amelyek közül néhány már össze is olvadt, példák az M51 - NGC 5195 rendszerek és az NGC 4038 - NGC 4039 a Sas csillagképben.